# エルスト・ピサロ彗星
エルスト・ピサロ彗星 (133P/Elst-Pizarro) またはエルスト・ピサロ (7968 Elst-Pizarro) は、周期彗星と小惑星の両方に登録された彗星・小惑星遷移天体。離心率が低く、メインベルト彗星と呼ばれるグループに属する。この天体を「彗星として」発見した二人の名前で呼ばれている。
1979年7月24日にロバート・マックノートらによって小惑星帯に新しい小惑星が発見され、1979 OW7という仮符号を与えられたが、正確な軌道を決定するには至らなかった。
1996年7月14日、エリック・エルストとグイード・ピサロが彗星状の尾を持つ天体を発見したが、これは 1979 OW7が近日点付近で通常の小惑星とは違う振る舞いを見せたものであった。次に近日点を通過した2002年後半にも、数ヶ月間に渡って彗星としての活動が観測された。こうしたことから、この天体は主に氷で出来ていると考えられる。